# Santinka
Santinka je zaniklá usedlost v Praze 6-Dejvicích, která stála východně od usedlosti Kotlářka v místech náměstí Na Santince.

## Historie
Roku 1487 koupil malostranský kožešník Štěpán 3 strychy polí a založil na nich vinohrad. V jihozápadním rohu pozemku se nacházela prohlubeň způsobená přívalovými dešti, podle které se místu také říkalo „V rokli“. Majitelé se rychle střídali a často to byli měšťané ze Starého Města. V 16. století byla část vinice přeměněna na chmelnici.
V letech 1664–1673 ji vlastnil malostranský měšťan a císařský stavitel Santino de Bossi, po kterém získala název. Bossi zde postavil obytné stavení a pozemky vinice rozšířil.
Od roku 1699 byl jejím majitelem registrátor při stavovském úřadu Maxmilián Františe Wendt z Malé Strany, majitel nedaleké Duchonské a Heřmanova dvora. Koncem 18. století je k usedlosti uváděn dům, zahrada obehnaná zdí, zahrádka, jáma a bahnisko. Od roku 1788 až do počátku 20. století měla Santinku v majetku rodina Jana Linharta Hennera. Ve 20. století byl jedním ze spoluvlastníků profesor Kamil Krofta.
Jednopatrová barokní budova byla zbořena ve 30. letech 20. století v souvislosti s výstavbou školy v Bílé ulici.